# 劉濂 (正德進士)
劉濂（1490年—？），字濬伯，號微山，直隸真定府冀州南宮縣人，民籍，明朝政治人物。

## 生平
正德十四年（1519年）己卯科順天府鄉試第九名舉人。正德十六年（1521年）中式辛巳科會試第三百三十四名，登第三甲第一百三十九名進士。嘉靖初任河南杞縣知縣，四年十月选授云南道試監察御史，六年巡按陕西，八年四月連章弹劾武定侯郭勋。九年巡按湖广，十二年四月吏部考察，以浮躁浅露降调去职。

## 家族
曾祖劉明；祖父劉幹；父劉錫，曾任知縣。母張氏。重庆下。弟劉汀，嘉靖十四年进士；刘涛、刘藻。